# Kuala Belait

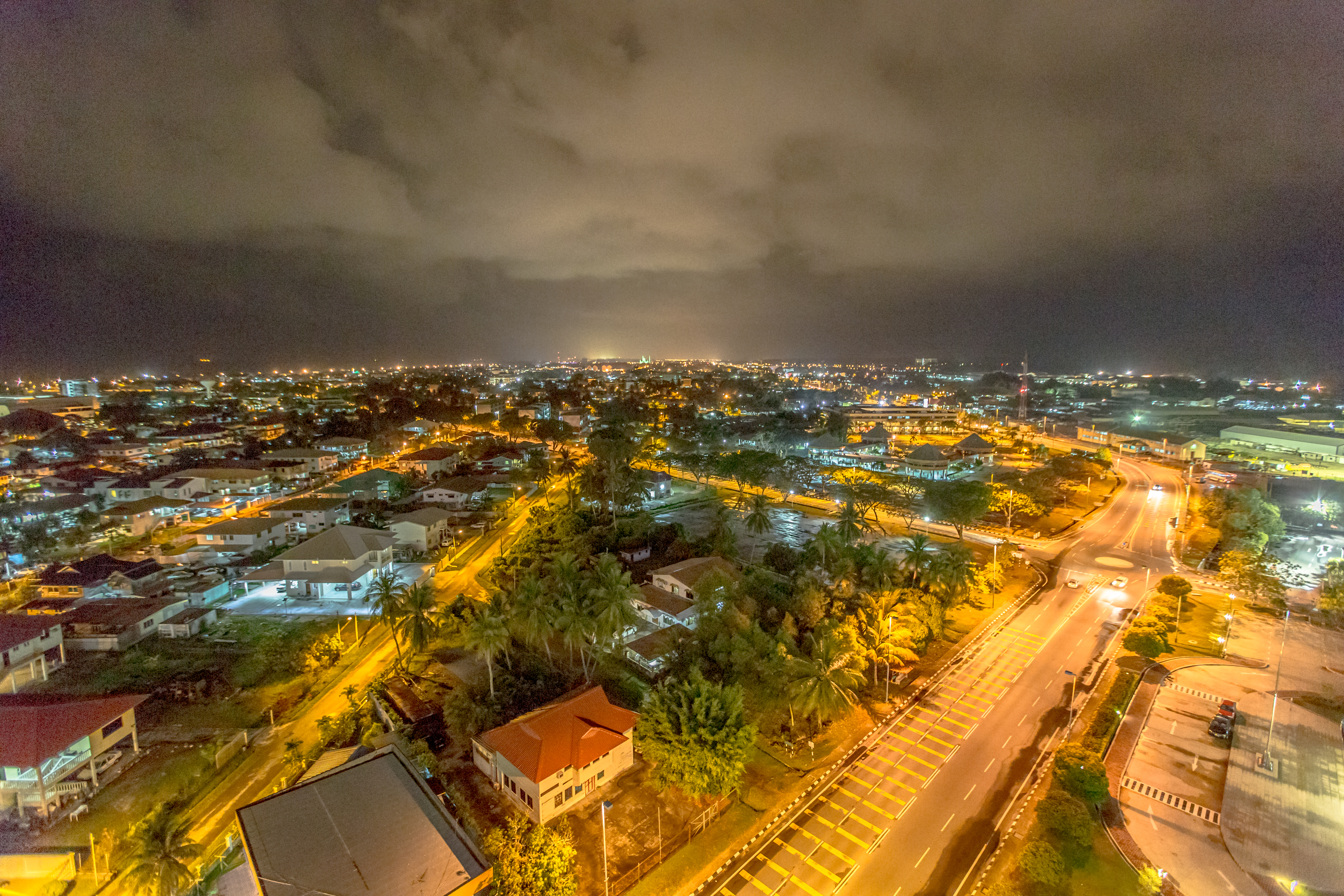
Kuala Belait

Kuala Belait (malayo: Kuala Belait, Jawi: کوالا بلايت) es una ciudad situada en el suroeste de Brunéi. Es la capital del distrito de Belait, además de ser la segunda ciudad más grande del país, después de Bandar Seri Begawan capital de Brunéi.
"Kuala Belait" literalmente significa "la boca del río de Belait" en idioma malayo. Su nombre proviene de "Kuala", es decir, ya sea confluencia de dos ríos, o la desembocadura de un río, y Belait, el nombre del río y el distrito. También es conocido localmente como "Belait". Cuando sea necesario para distinguirlo del distrito del mismo nombre, es conocido localmente como "la ciudad KB" en Inglés o "Pekan Belait" en malayo.
Población: 30 267 hab. (2010).

## Localización
Kuala Belait se encuentra cerca de la frontera occidental de Brunéi con el Estado malasio de Sarawak en 114.18ºE longtitude y 4.59ºN latitud. El centro de la ciudad está limitada por el Mar del Sur de China al norte, el río Belait al oeste y al sur y los suburbios de Kampong Sungai Pandan y Kampong Mumong al este y sureste, respectivamente.
- Datos: Q588045
- Multimedia: Kuala Belait / Q588045

La capital administrativa del distrito histórico de Belait, Kuala Balai se encuentra al sur y está vinculada a Kuala Belait tanto por carretera y río, y la ciudad petrolera de Seria está situado a unos 10 millas (16 kilómetros) al este. Bandar Seri Begawan es de unos 120 km al noreste. La ciudad malasia de Miri se encuentra a unos 40 km al suroeste.